# Строфант
Строфа́нт (лат. Strophanthus) — род растений семейства Кутровые (Apocynaceae), произрастающих в Тропической Африке, Юго-Восточной и Южной Азии.

## Биологическое описание
Среди представителей рода встречаются деревянистые лианы длиной 15-20 м, кустарники и маленькие деревья. Листья супротивные, эллиптической или яйцевидной формы с заострённой верхушкой. Цветки собраны в полузонтики. Венчик трубчатый пятилепестной. Лепестки вытянутые со шнуровидными, часто перекручивающимися концами.

## Использование
Племена экваториальной Африки из строфантов добывали яд для стрел. Семена некоторых видов строфантов богаты сердечными гликозидами (g-строфантин, k-строфантин и e-строфантин). В семенах строфанта Комбе их общее количество может достигать 8-10 %. Действие этих семян на сердце было открыто в 1850-е годы одним из спутников Дэвида Ливингстона — доктором Кирком. Препараты строфанта (например, уабаин) превосходят все другие сердечные средства по быстроте и силе действия, однако в современной медицинской практике используются крайне редко ввиду опасных побочных эффектов. Смертельное отравление строфантином фигурирует в рассказе Агаты Кристи «Родосский треугольник».

## Виды
По информации базы данных The Plant List, род включает 39 видов:
- Strophanthus amboensis (Schinz) Engl. & Pax
- Strophanthus arnoldianus De Wild. & T.Durand
- Strophanthus barteri Franch.
- Strophanthus bequaertii Staner & Michotte
- Strophanthus boivinii Baill.
- Strophanthus bullenianus Mast.
- Strophanthus caudatus (L.) Kurz
- Strophanthus congoensis Franch.
- Strophanthus courmontii Sacleux ex Franch.
- Strophanthus demeusei Dewèvre
- Strophanthus divaricatus (Lour.) Hook. & Arn.
- Strophanthus eminii Asch. ex Pax
- Strophanthus gardeniiflorus Gilg
- Strophanthus gerrardii Stapf
- Strophanthus gracilis K.Schum. & Pax
- Strophanthus gratus (Wall. & Hook.) Baill. — Строфант приятный
- Strophanthus hispidus DC. — Строфант щетинистый
- Strophanthus holosericeus K.Schum. & Gilg
- Strophanthus hypoleucos Stapf
- Strophanthus kombe Oliv. — Строфант Комбе
- Strophanthus ledienii Stein
- Strophanthus luteolus Codd
- Strophanthus mirabilis Gilg
- Strophanthus mortehanii De Wild.
- Strophanthus nicholsonii Holmes
- Strophanthus parviflorus Franch.
- Strophanthus perakensis Scort. ex King & Gamble
- Strophanthus petersianus Klotzsch
- Strophanthus preussii Engl. & Pax
- Strophanthus puberulus Pax
- Strophanthus sarmentosus DC. — Строфант лозовидный
- Strophanthus singaporianus (Wall. ex G.Don) Gilg
- Strophanthus speciosus (Ward & Harv.) Reber
- Strophanthus thollonii Franch.
- Strophanthus vanderijstii Staner
- Strophanthus wallichii A.DC.
- Strophanthus welwitschii (Baill.) K.Schum.
- Strophanthus wightianus Wall. ex Wight
- Strophanthus zimmermannianus Monach.

## Таксономическая схема
|  |                                                                              |                          |                          |                          |                                                                                      |                          |                          |                          |                                                                       |                          |                          |  | |  |  |  |
|  | отдел Цветковые, или Покрытосеменные (классификация согласно Системе APG II) |                          |                          |                          |                                                                                      |                          |                          |                          |                                                                       |                          |                          |  | |  |  |  |
|  |                                                                              |                          |                          |                          |                                                                                      |                          |                          |                          |                                                                       |                          |                          |  | |  |  |  |
|  | порядок Горечавкоцветные                                                     | порядок Горечавкоцветные | порядок Горечавкоцветные | порядок Горечавкоцветные | порядок Горечавкоцветные                                                             | порядок Горечавкоцветные | порядок Горечавкоцветные | порядок Горечавкоцветные | порядок Горечавкоцветные                                              | порядок Горечавкоцветные | порядок Горечавкоцветные |  | ещё 44 порядка цветковых растений, из которых к горечавкоцветным наиболее близки порядки Гарриецветные, Паслёноцветные, Ясноткоцветные |  |  |  |
|  |                                                                              |                          |                          |                          |                                                                                      |                          |                          |                          |                                                                       |                          |                          |  | ещё 44 порядка цветковых растений, из которых к горечавкоцветным наиболее близки порядки Гарриецветные, Паслёноцветные, Ясноткоцветные |  |  |  |
|  | семейство Кутровые                                                           | семейство Кутровые       | семейство Кутровые       | семейство Кутровые       | семейство Кутровые                                                                   | семейство Кутровые       | семейство Кутровые       |                          | ещё четыре семейства, в том числе Горечавковые, Логаниевые, Мареновые |                          |                          |  | ещё 44 порядка цветковых растений, из которых к горечавкоцветным наиболее близки порядки Гарриецветные, Паслёноцветные, Ясноткоцветные |  |  |  |
|  |                                                                              |                          |                          |                          |                                                                                      |                          |                          |                          | ещё четыре семейства, в том числе Горечавковые, Логаниевые, Мареновые |                          |                          |  | ещё 44 порядка цветковых растений, из которых к горечавкоцветным наиболее близки порядки Гарриецветные, Паслёноцветные, Ясноткоцветные |  |  |  |
|  | род Строфант                                                                 | род Строфант             | род Строфант             |                          | ещё более 400 родов, в том числе Аспидосперма, Барвинок, Ваточник, Кутра, Раувольфия |                          |                          |                          | ещё четыре семейства, в том числе Горечавковые, Логаниевые, Мареновые |                          |                          |  | ещё 44 порядка цветковых растений, из которых к горечавкоцветным наиболее близки порядки Гарриецветные, Паслёноцветные, Ясноткоцветные |  |  |  |
|  |                                                                              |                          |                          |                          | ещё более 400 родов, в том числе Аспидосперма, Барвинок, Ваточник, Кутра, Раувольфия |                          |                          |                          | ещё четыре семейства, в том числе Горечавковые, Логаниевые, Мареновые |                          |                          |  | ещё 44 порядка цветковых растений, из которых к горечавкоцветным наиболее близки порядки Гарриецветные, Паслёноцветные, Ясноткоцветные |  |  |  |
|  | Строфант Комбе, Строфант Лозовидный, Строфант приятный и другие виды.        |                          |                          |                          | ещё более 400 родов, в том числе Аспидосперма, Барвинок, Ваточник, Кутра, Раувольфия |                          |                          |                          | ещё четыре семейства, в том числе Горечавковые, Логаниевые, Мареновые |                          |                          |  | ещё 44 порядка цветковых растений, из которых к горечавкоцветным наиболее близки порядки Гарриецветные, Паслёноцветные, Ясноткоцветные |  |  |  |
|  |                                                                              |                          |                          |                          | ещё более 400 родов, в том числе Аспидосперма, Барвинок, Ваточник, Кутра, Раувольфия |                          |                          |                          | ещё четыре семейства, в том числе Горечавковые, Логаниевые, Мареновые |                          |                          |  | ещё 44 порядка цветковых растений, из которых к горечавкоцветным наиболее близки порядки Гарриецветные, Паслёноцветные, Ясноткоцветные |  |  |  |
|  |                                                                              |                          |                          |                          |                                                                                      |                          |                          |                          | ещё четыре семейства, в том числе Горечавковые, Логаниевые, Мареновые |                          |                          |  | ещё 44 порядка цветковых растений, из которых к горечавкоцветным наиболее близки порядки Гарриецветные, Паслёноцветные, Ясноткоцветные |  |  |  |
|  |                                                                              |                          |                          |                          |                                                                                      |                          |                          |                          |                                                                       |                          |                          |  | ещё 44 порядка цветковых растений, из которых к горечавкоцветным наиболее близки порядки Гарриецветные, Паслёноцветные, Ясноткоцветные |  |  |  |
|  |                                                                              |                          |                          |                          |                                                                                      |                          |                          |                          |                                                                       |                          |                          |  | |  |  |  |
|  |                                                                              |                          |                          |                          |                                                                                      |                          |                          |                          |                                                                       |                          |                          |  | |  |  |  |